# Wawken n.º 93
Wawken n.º 93 es un municipio rural canadiense situado en la provincia de Saskatchewan.

## Superficie
Wawken n.º 93 tiene una superficie de 743,5 km².

## Demografía
En 2021, tenía 614 habitantes, una densidad poblacional de 0,8 hab./km², y 554 viviendas.